# Samsung Galaxy
 (octobre 2019).
Samsung Galaxy est une marque appartenant à la société Samsung Electronics, qui vend des produits d'électronique grand public depuis 2009. Aujourd'hui, c'est la marque la plus connue du Groupe Samsung. Elle est d'ailleurs souvent appelée par erreur ou par simplification « Samsung ». Cette marque est surtout connue pour ses smartphones et tablettes et, plus récemment, pour ses objets connectés tels que les montres ou les écouteurs sans fil.
Créée en 2009 pour la sortie du téléphone du même nom, la marque s'est aujourd'hui diversifiée et a permis à Samsung de se positionner à la première place du marché des smartphones depuis 2011, à la deuxième place du marché des tablettes et à la deuxième place du marché des montres connectées depuis 2019.
En 2015, après une baisse importante de son bénéfice, le constructeur supprime 30 % de sa gamme en changeant la nomenclature de ses appareils. Les appareils bas de gamme se retrouvant principalement sous la série J (abandonnée en 2019), les milieux de gamme principalement sous la série A, puis le haut de gamme sous les séries Note (abandonnée en 2021) et S. Actuellement, seules les gammes Galaxy et Z sont mises en vente et maintenues par Samsung. La gamme Galaxy désigne l'ensemble des smartphones de Samsung tournant sous Android, alors que la gamme Z désigne l'ensemble des appareils de Samsung tournant sous Tizen, un autre système d'exploitation open source, principalement utilisé dans les téléviseurs et montres intelligentes de Samsung. Cette liste regroupe les différentes séries de téléphones ainsi que de tablettes mises en vente par la marque Samsung Electronics accompagnées d'une description pour chacune d'entre elles. Chaque série comporte une liste des smartphones avec leurs caractéristiques et une description de chaque smartphone.
En 2024, une intelligence artificielle (Galaxy AI), incluant un traducteur instantané, est proposée sur certains appareils, avec des fonctionnalités  « fournies gratuitement jusqu’à la fin de 2025 sur les appareils Samsung Galaxy pris en charge ».

## Smartphones
La marque Samsung Galaxy est surtout connue du grand public pour ses téléphones Android. Le premier appareil commercialisé sous cette dénomination fut le Samsung Galaxy i7500 sorti en 2009. Depuis, presque tous les smartphones de Samsung Galaxy sont présentés sous la marque Galaxy. Depuis 2011, Samsung est le leader mondial de la téléphonie mobile, grâce à ses smartphones Samsung Galaxy. Entre 2010 et 2020, 2 milliards de smartphones Samsung Galaxy ont été vendus.
Les smartphones Samsung Galaxy sont actuellement regroupés en cinq gammes principales : les gammes Galaxy S et Galaxy Note, les plus haut de gamme, la gamme Galaxy Z, très récente pour les smartphones pliables, la gamme Galaxy A pour le milieu de gamme et la gamme Galaxy M pour l'entrée de gamme.

### Galaxy S

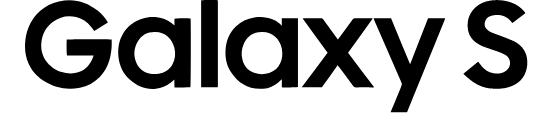
Logo des Samsung Galaxy S

La gamme Samsung Galaxy S est une série de smartphones grand public produite et vendue par Samsung Electronics. Elle constitue, avec les Galaxy Note, et plus récemment les Galaxy Z, les fleurons de la marque, c'est-à-dire les appareils haut de gamme les plus performants et avancés tournant sous Android. La gamme Galaxy S est de loin la plus connue du grand public et aussi l'une des plus populaires. Depuis sa création en 2010 avec le Samsung Galaxy S, la gamme est renouvelée tous les ans lors d'un évènement se tenant généralement en février.
Les derniers appareils de la gamme sont les Galaxy S25, S25+ et S25 Ultra, qui ont été présentés le 22 janvier 2025.

### Galaxy Z

Logo des Samsung Galaxy Z

La gamme Samsung Galaxy Z est une série de smartphones pliables commercialisée par Samsung. Le premier appareil de la gamme, le Galaxy Fold, est présenté en février 2019, aux côtés des Galaxy S10. Il possède un écran pliable interne se refermant comme un livre et un écran externe, plus petit, pour effectuer des actions rapides sans déplier le smartphone.
En février 2020, Samsung présente le Galaxy Z Flip qui, contrairement au Fold, se plie dans la longueur afin de rentrer dans de petites poches. Il possède aussi un écran externe de 1,1 pouce destiné à l'affichage des notifications.
Le 1er septembre 2020, le Galaxy Z Fold 2, successeur du Galaxy Fold, est dévoilé lors d'une conférence dédiée. Le téléphone possède une charnière améliorée, un écran externe plus grand et une nouvelle dalle OLED 120 Hz. En août 2022, Samsung lance le Galaxy Z Fold 4 et le Galaxy Z Flip 4.
Le 25 juillet 2025, le Galaxy Z Fold 7 est commercialisé. Il est 30% plus fin que le Galaxy S25 Ultra.

### Galaxy A

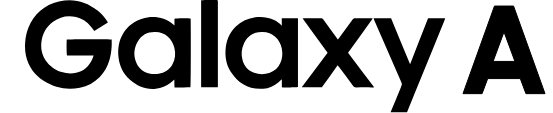
Logo des Samsung Galaxy A

La gamme Samsung Galaxy A est une série de smartphones grand public produite et vendue par Samsung. Elle est composée de smartphones Android milieu de gamme et, depuis 2018, d'appareils d'entrée de gamme plus compétitifs sur le plan tarifaire. Elle est, avec l'iPhone, l'une des séries de smartphones les plus vendues dans le monde : en 2019, trois des smartphones du top 5 en nombre de ventes étaient des Galaxy A. La gamme est composée d'environ 70 smartphones, à des prix allant de 100 à 550 €, avec de nouvelles versions présentées chaque année.
L'un des derniers appareils de la gamme est le Galaxy A54 5G, lancé en mars 2023, équipé d'un processeur Exynos haut de gamme et compatible 5G.

### Galaxy M

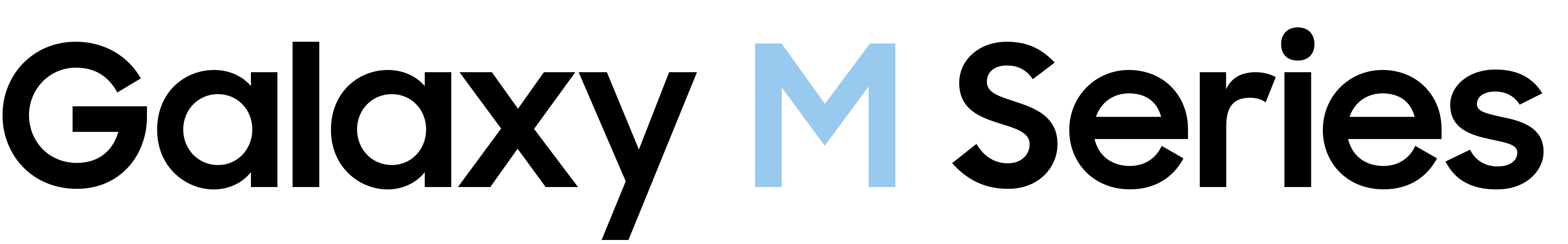
Logo des Samsung Galaxy M

La gamme Samsung Galaxy M est une série de smartphones grand public produite et vendue par Samsung. Elle est composée de smartphones Android d'entrée de gamme, avec des tarifs très compétitifs, visant surtout les marchés d'Asie et d'Afrique. La gamme est composée d'environ 10 smartphones, à des prix inférieurs à 200 €, avec de nouvelles versions présentées chaque année.
Les plus récents appareils de la gamme sont les Galaxy M23, M33 et M53, présentés en mars et avril 2022 et qui sont compatibles 5G,.

### Galaxy Xcover
La gamme Samsung Galaxy Xcover est une série de smartphones endurcis (en) professionnels produite et vendue par Samsung. Elle est composée de smartphones Android d'entrée de gamme visant surtout les personnes travaillant dans les chantiers. Tous les smartphones de la gamme sont certifiés (indice de protection) résistant à l'eau et ont une conception renforcée avec des boutons solides et un dos grippant, avec de nouvelles versions présentées chaque année.
Le dernier appareil de la gamme, le Samsung Galaxy Xcover 4s présenté en 2019, résiste à des températures extrêmes allant de -51 à 71 °C, possède une certification de résistance à la pluie, au sable, à la poussière et aux chutes jusqu'à 1,5 mètre. Il est proposé à un prix indicatif de 249 €.
Début 2020, Samsung a présenté son Galaxy Xcover Pro, avec un double capteur photo et un écran Infinity-O, comme sur le Galaxy S10. Le smartphone est certifié IP69, pour une résistance à la poussière, à l'eau et au nettoyage à haute pression.

## Tablettes
Depuis la Galaxy Tab 7.0 de 2010, qui fut la première Galaxy Tab et première tablette Android de Samsung, la marque a multiplié ses modèles pour offrir le catalogue le plus large possible.
Très populaires auprès des consommateurs, les tablettes Samsung sont souvent considérées par ceux-ci comme étant la seule alternative aux iPad d'Apple. En effet, si les iPad détenaient, en octobre 2019, plus de 66 % des parts de marché des tablettes, Samsung, toutes gammes confondues, en possédait 17 %. Mais si l'écart est énorme, la marque reste bien devant le numéro trois, Amazon, avec seulement 3 % de ventes.
Les tablettes Samsung sont regroupées en plusieurs gammes : les Galaxy Tab S, qui sont les modèles Android les plus haut de gamme, et les Galaxy Tab A et Galaxy Tab, composées des appareils de milieu et d'entrée de gamme. D'autres gammes d'appareils deux-en-un basées sur Windows telles que la gamme Galaxy Book sont commercialisées sous la marque Samsung Galaxy, mais celles-ci sont considérées comme étant des ordinateurs.

### Galaxy Tab
La gamme Samsung Galaxy Tab est une série de tablettes grand public produite et vendue par Samsung. Elle est composée de tablettes Android de milieu et entrée de gamme. Cette gamme, destinée à un usage familial ou personnel peu exigeant, contient de très nombreux modèles de tablettes de différentes tailles avec des caractéristiques très diverses mais tournées vers le milieu de gamme.

### Galaxy Tab S
La gamme Samsung Galaxy Tab S est une série de tablettes grand public produite et vendue par Samsung. Elle est composée de tablettes Android haut de gamme. Comme pour la gamme smartphones, les tablettes de la gamme S sont les fleurons de la marque, les plus avancées technologiquement parmi toutes les Galaxy Tab. Elles reprennent l'apparence de leurs homologues mobiles des gammes Galaxy S et Note, et quelques-unes de leurs nouveautés. Par exemple, la Galaxy Tab S6, présentée la même année que les Galaxy S10 reprend son capteur d'empreinte digitale placé sous l'écran et son objectif photo ultra-grand angle, ainsi que les nouvelles fonctionnalités du stylet présent sur le Galaxy Note10.
Les derniers appareils de la gamme sont les Galaxy Tab S8, S8+ et S8 Ultra, qui ont été présentés en avril 2022.
Les Galaxy Tab S9, S9+ et S9 Ultra sont annoncées pour le 11 août 2023.

### Galaxy Tab A
La gamme Galaxy Tab A est une série de tablettes Android de milieu et entrée de gamme fabriquées par Samsung. Ces tablettes ont un bon rapport qualité/prix et un design fin et léger, similaire à la gamme de smartphone Samsung Galaxy A.
Elles reprennent souvent les caractéristiques des appareils de la gamme de smartphone Galaxy A avec, par exemple, la suppression du bouton physique « accueil » pour les modèles 2018.
Les Galaxy Tab A se distinguent par leur écran performant. Elles se destinent surtout à un usage familial, pour le visionnage de contenu multimédia. Elles intègrent un mode enfant permettant d'afficher une interface imagée et de ne donner l'accès aux enfants qu'aux applications validées par Samsung et par les parents. La sortie de ce mode doit être confirmée par un code PIN.
L'un des derniers appareils de la gamme est le Galaxy Tab A8, lancé en janvier 2022.

### Galaxy Tab E
La gamme Galaxy Tab E était une gamme de tablettes Android d'entrée de gamme fabriquée par Samsung. Lancée en 2016, cette gamme contenait une tablette avec un écran de 9,6 pouces avec 1280×800 pixels. Plutôt orientée vers le visionnage de multimédia léger, cette tablette était équipée d'un processeur quadri-cœur et d'une batterie de 5000 mAh.

### Galaxy Tab Active
La gamme Galaxy Tab Active est une gamme de tablettes Android avec une résistance accrue fabriquée par Samsung. Très inspirée de la gamme de smartphone Galaxy S Active, ces tablettes sont renforcées sur les bords et sur le dos pour limiter les risques de casse lors d'une chute. Hormis ces protections supplémentaires, elles reprennent les caractéristiques principales des autres tablettes entrée de gamme de Samsung.
Cette gamme est surtout destinée aux professionnels souhaitant une tablette résistante avec un petit prix, sans avoir besoin d'y effectuer des tâches complexes. Sur sa chaîne YouTube Samsung Professionnels, la marque communique sur le fait que cette tablette est idéale, notamment pour les entreprises travaillant dans la livraison de colis.

### Galaxy View
La gamme Galaxy View est une gamme de tablettes sous Android. Ces appareils sont les plus gros actuellement commercialisés sous la marque Galaxy. En effet, avec leurs écrans de plus de 17 pouces, elles dépassent largement les 12,2 pouces de la série Pro. Ces tablettes visent un public amateur de streaming de vidéos et de films avec une compatibilité Dolby Atmos et une interface très simple permettant d'ouvrir très rapidement les services tels que Netflix, YouTube ou encore MyTF1.
Cependant, son poids (plus de 2 kg) et son encombrement (plus de 40 cm de large) rendent la tablette très peu portable et donc peu pratique pour la prise de note ou le gaming. De plus, aucun clavier n'est disponible à l'achat. Avec sa batterie de 12 000 mAh, la Galaxy View 2 est disponible aux États-Unis pour 739,99 dollars.

### Galaxy Tab Pro
La gamme Galaxy Tab Pro est une gamme de tablettes Android. Les appareils qui la composent disposent de caractéristiques milieu et d'entrée de gamme, avec par exemple un processeur octa-cœur et 2 Go de RAM. Ces tablettes sont faites pour être utilisées en mode paysage, avec les boutons physiques positionnés sur la largeur.

### Galaxy Note (tablettes)
Inspirée de la gamme de phablette Galaxy Note, la gamme de tablettes Galaxy Note reprend le même concept du stylet, tout en élargissant l'écran et en supprimant l'emplacement SIM. Le Samsung Galaxy Note 10.1 fut lancée peu de temps après le succès de la gamme Samsung Galaxy Note.

## Ordinateurs

### Galaxy Tab Pro S
Les Galaxy Tab Pro S sont des ordinateurs deux-en-un tournant sous Windows. Présentés en 2016 pour la première fois, ils sont équipés d'un clavier détachable, d'un écran Super-Amoled 3:2 de 2160 par 1440 pixels, et d'un Intel Core M3 avec 4 Go de RAM 128 Go de SSD.
Cet ordinateur est plutôt destiné aux personnes souhaitant un appareil ultra-portable sous Windows pour prendre des notes et surfer sur le Web.

### Galaxy Book
Les Galaxy Book sont des ordinateurs Windows. Ils existent en deux versions : normales (Book, Book Pro, Book Ultra, Book Edge) et tactiles ainsi que pliables elles-mêmes (Book 360, Book Pro 360). Les anciennes versions étaient deux-en-un, avec un clavier détachable et un écran tactile.

### Galaxy Book S
Les Galaxy Book S sont des ordinateurs Samsung ultra-portables tournant sur Windows 10 on Arm et équipés d'une puce Snapdragon permettant à l'ordinateur d'être connecté en permanence. Ils ont été présentés lors de l'Unpacked 2019 des Galaxy Note10 et Note10+ et seront disponibles aux États-Unis pour un prix de 999 dollars.
Le Galaxy Book S promet 23 heures d'autonomie, un écran tactile Full HD de 13,3 pouces et un poids de 960 grammes.

### Galaxy Book Flex
Les Galaxy Book Flex sont des ordinateurs portables hybrides équipés d'un écran QLED tactile Full HD de 13,3 ou 15,6 pouces, pouvant être retourné à 360 degrés. Ils ne sont pour l'instant pas commercialisés, mais sont destinés aux créatifs, avec leur écran pouvant aller jusqu'à 600 nits, couvrant plus que l'espace sRGB et étant compatible avec le S Pen.

### Galaxy Book Ion
Comme le Galaxy Book Flex, le Galaxy Book Ion est l'un des premiers ordinateurs portables à être équipé d'un écran QLED. Très léger avec moins de 1 kg pour la version 13,3 pouces, il est équipé d'un processeur Intel de dixième génération et d'un ou deux SSD avec jusqu'à 16 Go de RAM.

## Objets connectés

### Galaxy Watch

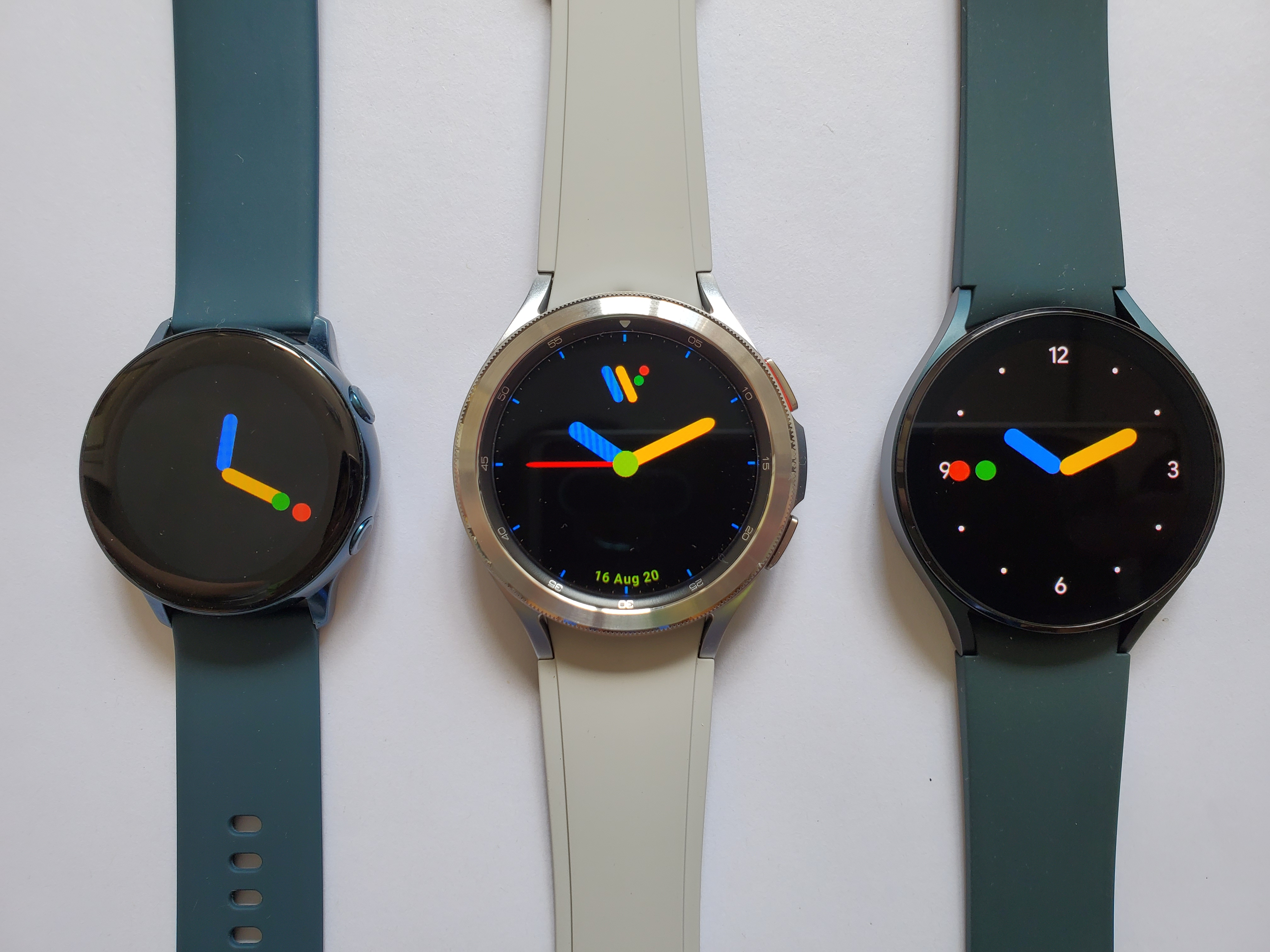
La gamme Samsung Galaxy Watch, première montre de la marque Samsung Galaxy.

La gamme Samsung Galaxy Watch est une série de montres connectées produite et vendue par Samsung. Introduite en 2018 en même temps que le Galaxy Note 9, elle est composée de huit montres connectées : la Galaxy Watch (2018), la Galaxy Watch Active (2019), la Galaxy Watch Active2 (2020), la Galaxy Watch3 (2020), la Galaxy Watch 4 / Watch 4 Classic (2021), la Galaxy Watch 5 / Watch 5 Pro (2022). Elles sont toutes déclinées en différentes versions avec différents matériaux et une compatibilité 4G en option. À l'exception de la Galaxy Watch Active, ces montres sont orientées vers le haut de gamme et viennent concurrencer directement les Apple Watch.
Les Galaxy Watch se distinguent par leur cadran rotatif facilitant la navigation dans les applications. Les Galaxy Watch Active, plus axées sur le sport et avec un design plus sobre, ont à la place cadran tactile avec retour haptique.
Ces montres fonctionnent avec l'application Samsung Health, disponible sur le Samsung Galaxy Store, le Google Play et l'App Store. Elles sont optimisées pour les appareils Samsung mais sont compatibles avec tous les téléphones sous Android 5.0 ou ultérieur et tous les appareils iOS 9.0 à partir de l'iPhone 5.

### Galaxy Fit
La gamme Samsung Galaxy Fit est une série de bracelets connectés d'entrée de gamme produite et vendue par Samsung Electronics. Elle est composée de deux appareils : le Galaxy Fit et le Galaxy Fit-e, disponibles respectivement à 99 et 49 €. Dévoilés durant l'évènement de présentation du Galaxy S10, ces bracelets adoptent un design allongé et un écran Pmoled en couleur. Ils viennent directement concurrencer les montres chinoises telles que le Mi Band 3, de la marque Xiaomi.
Comme pour les Galaxy Watch, ces bracelets sont compatibles iOS et Android.

### Galaxy Buds
La gamme Samsung Galaxy Buds est une série d'écouteurs sans fil produite et vendue par Samsung Electronics. Lancée en 2019 pour succéder aux Gear Icon X, elle est composée de trois écouteurs, tous true wireless : les Galaxy Buds, les Galaxy Buds+, les Galaxy Buds Live, Galaxy Buds pro, Galaxy Buds 2 et Galaxy Buds 2 pro . Ils sont compatibles avec tous les appareils certifiés Bluetooth et une application pour les paramétrer est disponible sur le Samsung Galaxy Store, Gloogle Play et App Store.

## Séries abandonnées
Cette section regroupe les séries qui ne sont plus maintenues par Samsung (dont plus aucun appareil n'est sorti ou vendu sous ces bannières), les appareils n'appartenant pas à la désignation Galaxy et les appareils uniques qui ne sont plus en vente.

### Galaxy Ace
Le Samsung Galaxy Ace Plus (GT-S7500[L/T/W]) était une génération ultérieure du Samsung Galaxy Ace (S5830), lancé par Samsung en 2012. Le téléphone pèse 115 grammes (4,1 oz), a une taille d'écran de 3,65 pouces et conserve la même résolution 320x480  que l'Ace d'origine. Plusieurs nouvelles technologies et fonctionnalités ont été introduites lors de la sortie du téléphone.

### Galaxy J
La gamme Samsung Galaxy J est une ancienne série de smartphones grand public produite et vendue par Samsung. Elle est composée de smartphones Android d'entrée de gamme. Lancée en 2015 en même temps que la gamme Galaxy A, elle fusionne avec celle-ci en 2019 et est remplacée par la gamme Galaxy M. Les Galaxy J étaient les appareils les moins coûteux de Samsung, alliant généralement un écran Super AMOLED à un processeur Exynos ou MediaTek. Ces appareils voulaient attirer une clientèle très consciencieuse des prix.

### Galaxy On
La gamme Samsung Galaxy On est une ancienne série de smartphones grand public produite et vendue par Samsung. Elle est composée de smartphones Android d'entrée de gamme très similaire aux Galaxy J. Lancée en 2015, elle est arrêtée en 2019, lors de la restructuration des gammes.
Les appareils étaient destinés exclusivement à la vente en ligne, généralement pour le vendeur indien Flipkart ou Amazon India. La série comptait notamment le Galaxy On 5 (2016), aussi connu sous le nom de J5 Prime et le Galaxy On 8 (2016), aussi connu sous le nom de Galaxy J7.

### Galaxy Grand
La gamme Samsung Galaxy Grand est une ancienne série de smartphones grand public produite et vendue par Samsung Electronics. Elle est composée de smartphones Android d'entrée de gamme dotés d'un grand écran. Certains des modèles de la série étaient très similaires avec les Galaxy J. Lancée en 2013, elle est arrêtée en 2019, lors de la restructuration des gammes.
La série comptait notamment le Galaxy Grand Prime (2014) et le Galaxy Grand Prime Pro (2018), aussi connu sour le nom de J2 Pro.

### Galaxy Note

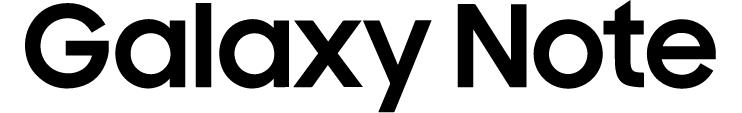
Logo des Samsung Galaxy Note

La gamme Samsung Galaxy Note est une série de phablettes grand public produite et vendue par Samsung. Elle constitue, avec les Galaxy S, les étendards de la marque, mais se différencie par des téléphones ultra-haut de gamme dotés d'un écran plus grand, d'une meilleure batterie et d'un stylet. Ce dernier permet notamment de prendre des notes rapidement ou encore de contrôler l'appareil à distance. Depuis sa création en 2011 avec le Samsung Galaxy Note, la gamme est renouvelée tous les ans lors d'un évènement se tenant généralement en août.
Les derniers appareils de la gamme sont les Galaxy Note 20 et Note 20 Ultra, qui ont été présentés en août 2020.
Le Samsung Galaxy S21 Ultra sorti l'année suivante est compatible avec le S pen et le Samsung Galaxy S22 Ultra a un logement dédié pour le ranger.

## Critiques (indice de durabilité, de réparabilité, freins à l'upcycling...)
Samsung fournit des manuels techniques et propose des pièces de rechange (mais « peu pratiques et coûteuses »). « Historiquement, les téléphones Samsung ont reçu de faibles scores de réparabilité de la part d'iFixit (...) le plus gros problème est la conception mécanique [des smartphones Galaxy] (...) vous avez besoin de « quantités extrêmes de chaleur » pour faire fondre la colle qui maintient tout ensemble. En plus de cela, les deux pièces les plus courantes nécessitant une réparation - l'écran et la batterie - sont collées ensemble, ce qui les rend incroyablement difficiles à réparer individuellement sans faire fondre littéralement l'écran ou soumettre la batterie à un stress thermique potentiellement dangereux. De plus, l'écran est la dernière chose à laquelle vous pouvez accéder lorsque vous ouvrez l'appareil » (or batterie et écrans sont les deux pièces qu'il faut le plus souvent changer ou réparer dans un smartphone (Selon K. Wiens (2024), « c'est un véritable crime que l’on puisse encore acheter un appareil dont la batterie est collée. Ce serait comme acheter une voiture dont les pneus seraient collés aux essieux »). Et Samsung, selon iFixit, a depuis longtemps la réputation, chez les réparateurs de smartphones, d'être réticent de « à rendre ses appareils plus facilement réparables, avec des limitations étendues qu'elle impose à l'obtention de pièces et d'informations sur les réparations pour ses produits, et les prix exorbitants des pièces qu'elle choisit de fournir, qui sont nettement plus élevés que les pièces similaires d'autres marques – parfois même qu'Apple ». Samsung impose aux réparateurs indépendants de ne pas commander plus de sept pièces par atelier de réparation et par trimestre, alors que selon iFixit, « la plupart des ateliers de réparation indépendants effectuent sept réparations de smartphones Samsung par jour (...)} Samsung oblige certaines pièces à être achetées ensemble, comme l'écran et la batterie. Vous ne pouvez pas simplement acheter l'écran ou seulement la batterie, vous devez acheter les deux, qui sont collés ensemble (…) même si l'appareil n'en a besoin que d'une, ce qui augmente le coût de la réparation pour le technicien et le client. Même si une personne choisit la voie du bricolage, le rapport coût-bénéfice du remplacement de deux aspects coûteux d'un téléphone n'est peut-être pas meilleur que le simple achat d'un nouveau téléphone. Le deuxième problème à l'origine des prix élevés des pièces Samsung est plus arbitraire (...) le coût des pièces Samsung n'est pas conforme au reste de l'industrie des smartphones, et personne ne sait pourquoi ». Les télépones de la marque ne répondent pas aux futures réglementations de l'UE qui imposera un changement aisé de la batterie et des réparations ne nécessitant que peu d'outils spécialisés. D'autres marques ont réussi à faire des smartphones bien plus faciles à réparer (le Fairphone 5 a ainsi obtenu un score de réparabilité parfait (10/10) de la part d'iFixit).
En 2017, à la Maker Fair Bay Area de San Francisco, Samsung présente un projet Galaxy Upcycling visant à permettre de réutiliser de vieux téléphones, par exemple pour en faire une console de jeu rétro, un mini-ordinateur Ubuntu complet, une station météo ou une caméra de surveillance..., grâce à un projet d'ouverture du bootloader de ses téléphones à des systèmes d'exploitation alternatifs ; « C'était probablement la meilleure idée que Samsung ait jamais eue, mais même la meilleure idée que quiconque dans cette industrie n'ait jamais eue » commente en 2024 Kyle Wiens, le PDG d'iFixit (groupe américain de professionnels de la réparation, qui s'était alors allié à Samsung pour encourager ce programme.
Fin mars 2022, après, d'autres fabricants, Samsung ouvre aux Sud-coréens et aux américains, après achat d'un kit de réparation, la possibilité de réparer eux-mêmes leur téléphone, avec des pièces du constructeur et grâce à des tutoriels "pas à pas". Ce programme Self-Repair s'étend à l'UE en 2023 pour les possesseurs de Galaxy S20, S21 et S22 endommagés (de même pour les Galaxy Book Pro et le Galaxy Book Pro 360).
Mais la direction de Samsung a brutalement et sans explications mis fin au projet Galaxy Upcycling (« en raison de son absence quasi totale de rentabilité » selon iFixit). En 2024, selon Kyle Wiens, « la seule chose qui reste de ce programme est le nom : Galaxy Upcycling at Home est désormais un programme totalement différent de Samsung qui vous permet d'exécuter une poignée de fonctions de maison intelligente à l'aide du logiciel Android préexistant d'un vieux téléphone. Cependant, Samsung n'a pas fait d'annonces significatives sur ce programme depuis 2021 ». un concours récompense aussi des idées de réusage de parties de smartphones.
Selon le site internet de l'entreprise (version 17 aout 2024) « Chez Samsung, notre politique est de nous conformer aux lois antitrust des États-Unis et de livrer une concurrence uniquement sur la base du mérite, d'une concurrence ouverte et en fournissant à nos clients une qualité et un service supérieur ». Mais iFixit estime qu'en 2024, que Samsung ne respecte toujours pas le droit à la réparabilité, qui est contraint par Samsung de multiples manières, alors que sur son site internet le groupe s'engage à la « Coprospérité : Samsung s'engage à devenir une entreprise citoyenne socialement et écologiquement responsable dans toutes ses communautés à travers le monde) ».
D'autres questions éthiques et légales, plus graves, sont soulevées, par une fuite rapportée par 404 Media relative à une « clause contractuelle très inquiétante entre Samsung et un technicien de réparation, qui lui demandait de partager des données des clients avec Samsung et de démonter tous les téléphones qui arrivaient pour réparation s'ils avaient été modifiés avec des pièces de tiers (Wiens dit qu'il n'avait jamais vu un tel contrat avant cette fuite, et a qualifié certaines des conditions du contrat de « problématiques »). Puis, un mois plus tard, en juin, Best Buy a mis fin à son programme pilote avec Samsung qui permettait de réparer des téléphones Galaxy dans environ 250 magasins Best Buy » ; « En échange de la vente de pièces de réparation, Samsung exige que les ateliers de réparation indépendants lui donnent le nom, les coordonnées, l’identifiant du téléphone et les détails des plaintes des clients de toutes les personnes qui font réparer leur téléphone dans ces magasins »… alors que sur son site Samsung s'engage éthiquement avec la formule : « Opérer de manière éthique est le fondement de notre entreprise. Tout ce que nous faisons est guidé par une boussole morale qui garantit l'équité, le respect de toutes les parties prenantes et une transparence totale. ».